# Tatraplan

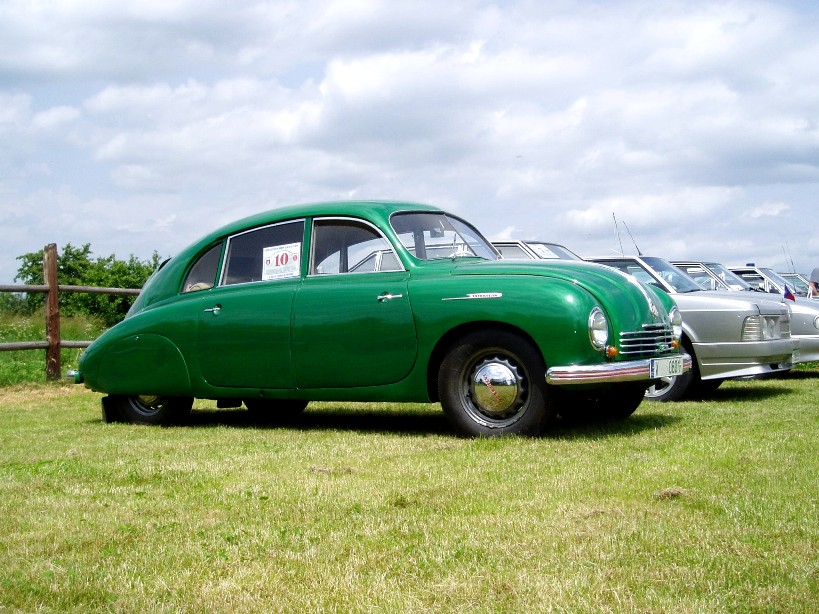
Tatraplan

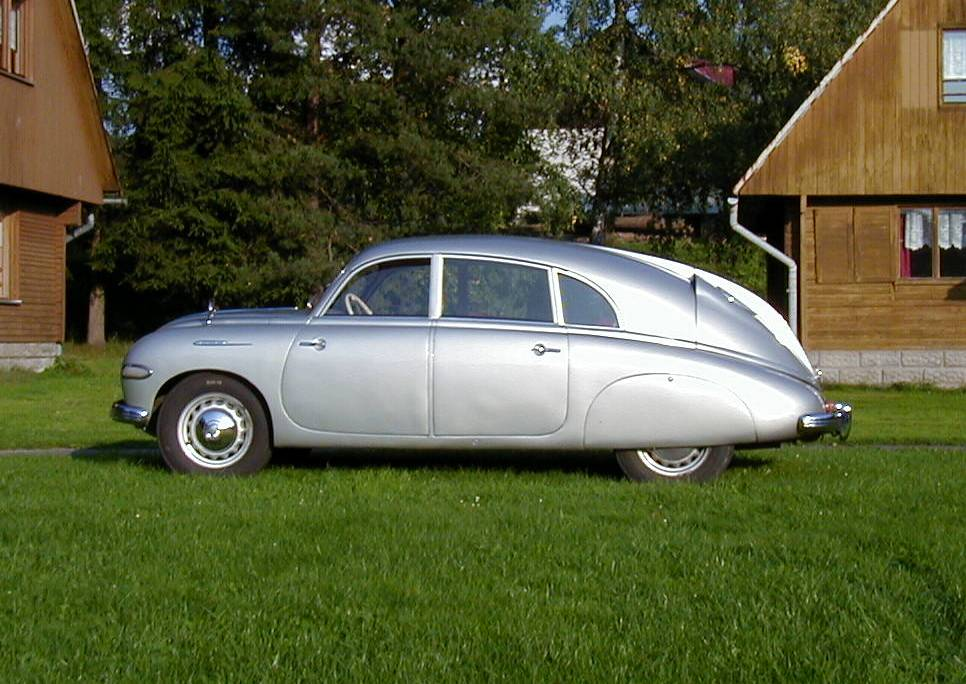
Tatraplan

Tatraplan eller Tatra T 600  är en modell av bilmärket Tatra. Tatraplan byggdes mellan 1949 och 1952 och exporterades bl.a. till  Sverige. Den är bakhjulsdriven och har motorn bak, till skillnad från de större Tatra-bilarna har Tatraplan en blott 4-cylindrig motor. Bilarna med namnet Tatraplan byggdes hos den dåvarande tjeckoslovakiska Škoda-fabriken.
Tatra började snabbt åter bygga bilar i Kopřivnice som knappt drabbats av kriget. I maj 1945 började man åter produktionen med modellerna som byggts innan kriget. Samtidigt började man utvecklingen av en ny modell - Tatraplan. Efter att Hans Ledwinka avsatts som projektledare togs projektet över av Julius Mackerle. 1948 påbörjades serietillverkningen, samma år förstatligades Tatra av den nya kommunistiska regeringen. Vid samma tid började man exportera och delta i motorsport. Tatraplan exporterades till andra socialistiska länder, däribland Sovjetunionen och Kina. Det största exportlandet var Österrike dit man levererade 435 exemplar. Till Sverige exporterades 184 fordon. 1949 tillverkades en unik cabriolet-version som 70-årspresent till Josef Stalin.
Inom motorsporten firade modellen Tatra T601 Tatraplan Monte Carlo och Tatra T602 Tatraplan Sport framgångar. 1951 beslutades Tjeckoslovakiens statliga planavdelning att produktionen skulle flyttas till Škoda i Mlada Boleslav. Tanken var att Tatra enbart skulle tillverka lastbilar. Tillverkningen i Mlada Boleslav varade bara ett år innan man beslöt att lägga ner tillverkningen 1952. Totalt tillverkades 6.342 Tatraplan (varav 4 242 i Kopřivnice och 2100 i Mlada Boleslav).